# کلیه اصحاب کهف
کُلیهٔ (مجموعهٔ) اصحاب کهف یک مجموعه بنای تاریخی در استان قهرمان مرعش در ترکیه است.

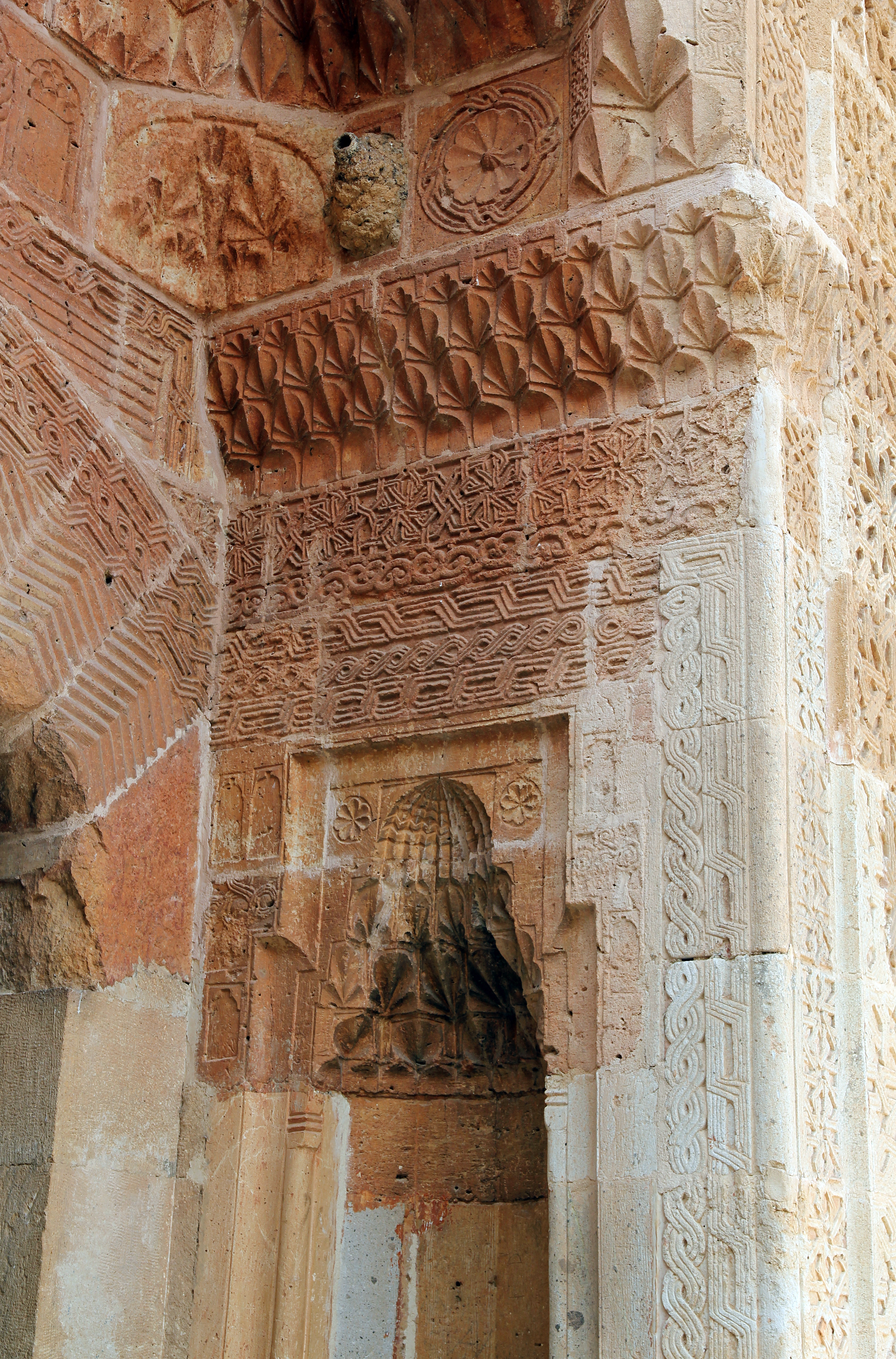
کلیه اصحاب کهف

## جغرافیا
این مجموعه در کنار غاری در تپه‌ای به نام بنجیلوس در ۷ کیلومتر (۴٫۳ مایل) افشین ایلچه (منطقه) استان قهرمان‌مرعش قرار دارد. فاصله آن تا قهرمان مرعش ۱۳۰ کیلومتر (۸۱ مایل) است.

## تاریخچه
این کلیه از بناهای مختلفی تشکیل شده است که در دوره‌های مختلف ساخته شده‌اند. این کلیسا توسط امپراتور بیزانس در عهد تئودوسیوس دوم در سال ۴۴۶ میلادی ساخته شد. در زمان سلاجقهٔ روم، ناصرالدین والی سلجوقی بین سال‌های ۱۲۱۵ تا ۱۲۳۳ مسجد، کاروانسرا و یک پادگان مستحکم ساخت. بعدها، تحت حکومت بیلیک ذوالقدریان، یک مدرسه (مکتب دینی) در سال‌های ۱۴۸۰–۱۴۹۲ توسط بوزکورت ذوالقدر (همچنین به نام «علاءالدوله» نیز شناخته می‌شود) به مجموعه اضافه شد. در سال ۱۵۰۰، شمسی خاتون، همسر بوزکورت، یک مسجد زنانه را هم اضافه کرد. آلاچیقی برای فرماندار معروف به پاشا چارداغی در دوران سلطنت سلیمان اعظم در امپراتوری عثمانی به کلیه الحاق شد.

## افسانه هفت خفته
کلیه به غار هفت خفته هم معروف است، جایی که مردمان افسانه‌ای در قرن پنجم در آن زندگی می‌کردند. این یکی از مکان‌هایی است که گفته می‌شود غار هفت خفته است. امپراتوری که تحت تأثیر داستان آنها قرار گرفته بود، کلیسا را وقف به آن‌ها کرده بود. اضافات بعدی نیز تأثیرگذار هستند. به عنوان مثال، تزیینات هندسی دروازه ای که در زمان سلجوقیان ساخته شده است، در ایام نماز، سایه‌های یک نمازگزار، یک زن نمازگزار و یک درویش را ایجاد می‌کرد.

## وضعیت میراث جهانی
این سایت در ۱۳ آوریل ۲۰۱۵ در رده فرهنگی به فهرست آزمایشی میراث جهانی یونسکو اضافه شد.

## منبع خارجی
- صفحه شهرداری افشین (تصاویر و خلاصه چند زبانه)